# Physalaemus deimaticus
Physalaemus deimaticus är en groddjursart som beskrevs av Sazima och Ulisses Caramaschi 1988. Physalaemus deimaticus ingår i släktet Physalaemus och familjen Leiuperidae. IUCN kategoriserar arten globalt som otillräckligt studerad. Inga underarter finns listade i Catalogue of Life.